# Helminthotheca aculeata
Helminthotheca aculeata là một loài thực vật có hoa trong họ Cúc. Loài này được (Vahl) Lack mô tả khoa học đầu tiên năm 1975.